# Vito Miceli
Vito Miceli, italijanski general, obveščevalec in prostozidar, * 6. januar 1916, † 1. december 1990.
Miceli je bil načelnik SIOS (1969-1970) in SID (1970-1974).